# Bot aranès
El bot aranès és un instrument que ve de la Vall d'Aran. El bot és una cornamusa molt rústica. La forma de fabricar el bot aranès és amb digitació, que en alguns tipus pot ser oberta, i en altres tipus pot ser tancada. Es caracteritza pel fet que el grall funciona com una inxa simple, que també l'usen molts altres instruments i no té cap bordó.